# Île de Panaon
Pour l’article homonyme, voir Panaon.
L'île de Panaon est une île des Philippines, située dans la province de Leyte du Sud.
L'île, située en mer des Philippines, est plus précisément localisée en mer de Bohol, un espace maritime intérieur de l'archipel philippin. Elle a une longueur d'environ 30 km du nord au sud. Sa plus grande ville est Liloan. Elle est reliée à son extrémité nord à l'île de Leyte par un pont.

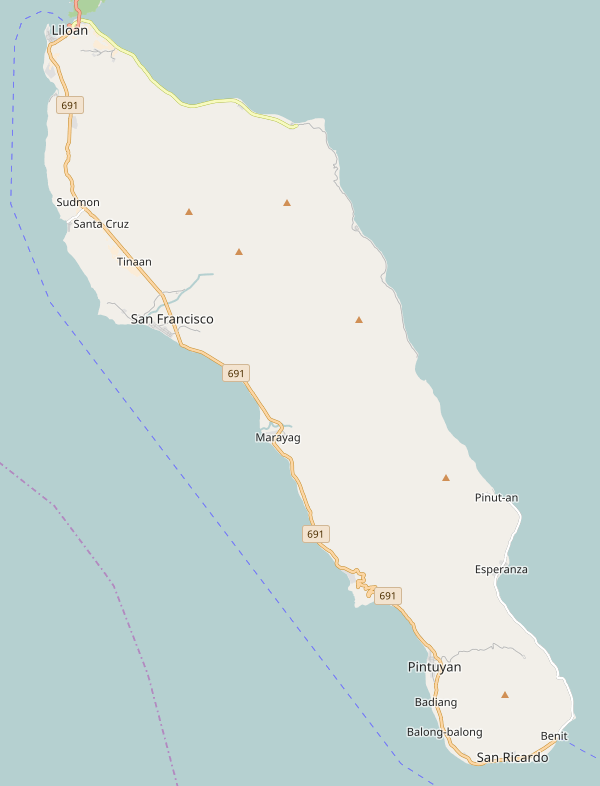
Carte de l'île de Panaon